# جان ديفيرغنيس
جان ديفيرغنيس (مواليد 10 أغسطس 1907) هو ملاكم بلجيكي، مثّل بلاده في الألعاب الأولمبية الصيفية 1924.

## روابط خارجية
جان ديفيرغنيس على موقع بوكس ريك (الإنجليزية) (registration required)
- جان ديفيرغنيس على موقع أوليمبيديا (الإنجليزية)